# Duane Ross
Duane Ross (n. Shelby, Carolina del Norte, Estados Unidos, 5 de septiembre de 1972) es un atleta estadounidense, especializado en la prueba de 110 m vallas, en la que llegó a ser medallista de bronce mundial en 1999.

## Carrera deportiva
En el Mundial de Sevilla 1999 ganó la medalla de bronce en los 110 metros vallas, con un tiempo de 13.12 segundos, quedando tras el británico Colin Jackson (oro con 13.04 segundos) y el cubano Anier García (plata con 13.07 segundos).